# Aleksandar Afrodizijski
Aleksandar Afrodizijski (kraj 2. stoljeća - početak 3. stoljeća) bio je naučavatelj peripatetičke filozofije u Ateni, nazvan Egzegeta (interpretator). 
Uvodi pojam besmrtnog “djelatnog uma”, koji u konačnici izjednačuje s Bogom. Po njemu, čovjek pri rođenju ima prirodni um, koji nakon utjecaja stvarateljskog ili djelatnog uma upija forme iz predstava i slika. Apstrahirane forme u pasivnom umu, zahvaljujući spomenutom utjecaju postaju pojmovi.